# Kanstantsin Drapeza
Kanstantsin Drapezo (Канстанцін Драпеза), belarusisk musiker, född 11 mars 1972 i Borisov, Vitryska SSR, Sovjetunionen.
Sedan 1998 är Kanstantsin tillsammans med Aljaksandra Kirsanava en del av duon Alyaksandra & Kanstantsin, vilka var de första artisterna att representera Belarus i Eurovision Song Contest, vilket de gjorde 2004 i Istanbul, Turkiet, med bidraget My Galileo.